# Sara Malvar
Sara María Camino Malvar — conocida también como Sara Malvar, Sara Camino o Riana Fer— (Santiago de Chile, 29 de noviembre de 1894 - 21 de diciembre de 1970) fue una pintora, dibujante y crítico de arte perteneciente a la generación del 28. Fue alumna y posterior esposa de José Backhaus, por lo que se la conoció como Sara Camino de Backhaus en la década de 1910, para posteriormente asumir el seudónimo Sara Malvar en la década de 1920.
Experimentó con el cubismo durante la década de 1920 por lo que se la vinculó a este movimiento; además, expuso algunas de sus obras en una muestra realizada por varios autores del Grupo Montparnasse a principios del siglo XX.
Como crítica de arte, colaboró con Jean Emar en la sección Notas de Arte en el diario La Nación, aunque firmó con el seudónimo Riana Fer; tal espacio apareció por primera vez en 1923, y estuvo dirigida por Luis Vargas Rosas, Sara Malvar, Jean Emar y Mina Yáñez.

## Exposiciones
Individuales
- Casa Eyzaguirre (Santiago, 1927).

Colectivas
- Salón Exposición Anual de Bellas Artes (Santiago, 1916).
- Arte Europeo (Viña de Mar, 1919).
- Arte Europeo (Madrid, 1920).
- El país geométrico, 89 años de arte constructivo en Chile, Corporación Cultural de Las Condes (Santiago, 2009).